# Инга (водопад)
Инга (фр. Chutes d'Inga, нидерл. Watervallen van Inga) — водопад в центральной Африке, на реке Конго в Демократической Республике Конго.

## География

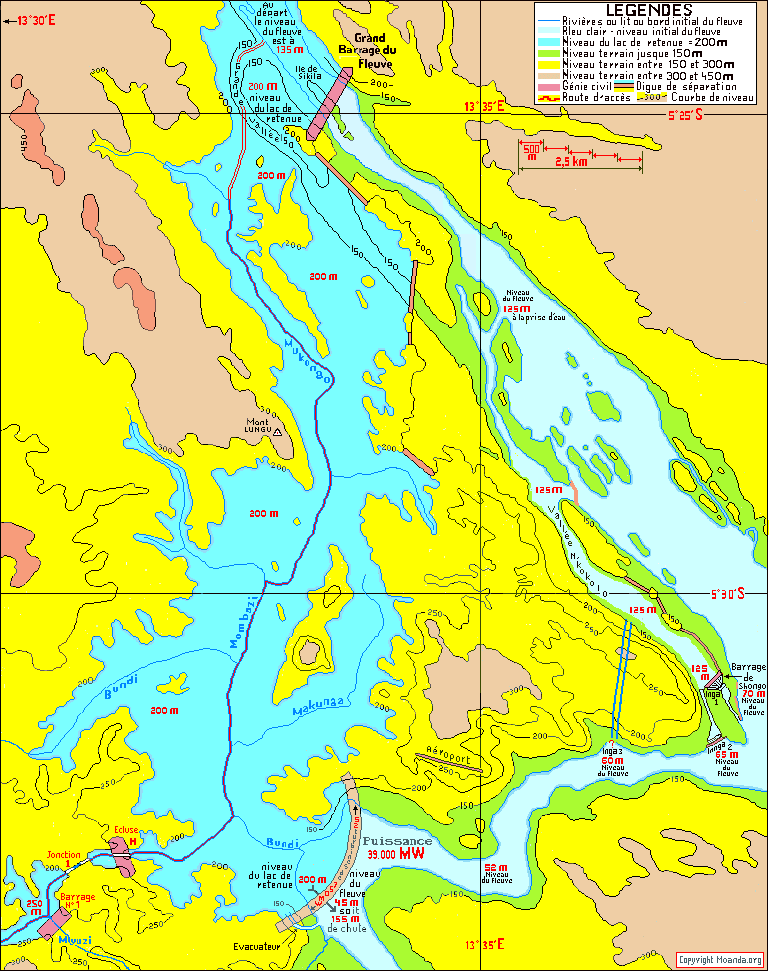
Расположение ГЭС «Инга» вблизи водопада

Инга представляет собой скорее сегментированные речные пороги, чем водопад и относится к системе водопадов Ливингстона. Он расположен в западной части Демократической Республики Конго, в нижнем течении реки Конго, в 40 км от города Матади и в 230 км от столицы страны Киншасы.
Наибольшая высота водопада составляет 96 м, ширина колеблется от 260 м до 4 км. Средний расход воды составляет 42 476 м³/c, в период наводнений может доходить до 70 793 м³/с. По этому показателю Инга считается самым большим в мире.